# 狩野裕香
狩野 裕香（かのう ゆか、1968年6月1日（56歳） - ）は、日本の役者、舞台監督、舞台美術家、振付師。東京都生まれ、島根県松江市出身。血液型はB型。

## 人物
- 劇団四季の山田卓（キャッツ、ジーザス・クライスト＝スーパースターの振り付け師）総合演出、蜷川幸雄や竹内銃一郎と共に活躍した演出家・和田史朗演出の、島根県民会館にて公演のミュージカル「あいと地球と競売人」に、1997年より1999年まで出演。

## 出演

### 舞台
- 劇団あしぶえ　「セロ弾きのゴーシュ」（ねこ）
- 「おこんの初恋（音楽劇）」
- ビリオネア大学　「青ねこランド(ミュージカル)」
- 「ありのままとうきうき（ミュージカル）」
- 「あいと地球と競売人」（死神／1997年、妖怪／1998年、妖怪1999年 役）
- 「冒険! 西遊記」（板橋区・演劇のつどい20周年記念公演）（猪八戒）
- ミュージカル団クレアトール　「夢の彼方に（ミュージカル）」
- 「遠い星の子守歌（ミュージカル）」
- 「MASK（ミュージカル）」
- 「たとえばこんなシンデレラ（ミュージカル）」
- セメント金魚　「隣人は静かにわらう」
- 劇団みるき〜うぇい　「ブレーメンの音楽隊（ミュージカル）」
- 「オズのまほうつかい（ミュージカル）」
- 「3びきのこぶた（ミュージカル）」
- 劇団漂流船　「涙の芸人ブルース」
- 「ランナー」
- 「幽霊レストラン」
- 劇団たいしゅう小説家　「幸せの向こう側」
- 劇団伍季風 〜monsoon〜　「FAKE」
- 「KIND」
- 「Telephone」
- 「PRISON」
- 劇団シュガークラフト　「命の水（ミュージカル）」
- 演劇集団ザ・ブローキャストショウ東京　「プレゼント　フォー・・・」
- サインアートプロジェクトアジアン　「HERO〜もう声なんかいらないと思った(ミュージカル)」＠世田谷パブリックシアター
- 深川とっくり座　「千早振る」
- 劇団KOMACHI「メルヒェン　エルサレムから」
- STS「朗読風劇　双子の星」

その他多数

### CM
- 中電ライフ
- 石州セラミカ
- おしゃべりダック

その他多数

### 舞台監督・制作
- 劇団Please Mr.Maverick　国士無双（舞台監督・制作）
- 劇団歴史新大陸　維新の譜―江戸城無血開城―（舞台監督）